# Assassin's Creed: Altaïr's Chronicles
Assassin's Creed: Altaïr's Chronicles este un joc video de acțiune-aventură dezvoltat și publicat de Gameloft. Lansat inițial pe 5 februarie 2008 pentru platformele Nintendo DS și ulterior portat pe iOS, Android și Windows Phone, jocul este un prequel al titlului original Assassin's Creed. Jucătorii îl controlează pe Altaïr Ibn-La'Ahad, un asasin din secolul al XII-lea, într-o misiune de a recupera un artefact misterios cunoscut sub numele de "The Chalice".

## Povestea
Acțiunea din Assassin's Creed: Altaïr's Chronicles are loc în 1190, în timpul celei de-a treia cruciade, cu câțiva ani înainte de evenimentele din jocul original Assassin's Creed. Altaïr Ibn-La'Ahad, un asasin de elită, este trimis de către conducătorul ordinului Asasinilor, Al Mualim, pentru a găsi și recupera "The Chalice", un artefact puternic care are capacitatea de a unifica toate facțiunile în război.
Pe parcursul aventurii sale, Altaïr trebuie să se confrunte cu diverse obstacole și să elimine numeroși inamici, inclusiv templieri, pentru a-și îndeplini misiunea. În călătoria sa, el vizitează orașe iconice precum Damasc, Ierusalim, Tyr și Alep, fiecare cu propriile provocări și misiuni secundare.

## Gameplay
Assassin's Creed: Altaïr's Chronicles este un joc de acțiune-aventură la persoana a treia care combină elemente de platforming, luptă și stealth.

### Elemente de gameplay
- Platforming: Jucătorii trebuie să navigheze prin medii complexe, folosind abilitățile parkour ale lui Altaïr pentru a sări, urca și balansa între diverse structuri. Aceste secvențe sunt esențiale pentru explorarea orașelor și atingerea obiectivelor.
- Luptă: Jocul include un sistem de luptă bazat pe combinații de atacuri cu sabia și alte arme. Jucătorii trebuie să înfrunte diverse tipuri de inamici, fiecare cu propriile strategii de ata
- Stealth: La fel ca în jocurile principale din seria Assassin's Creed, stealth-ul joacă un rol important. Jucătorii trebuie să se strecoare pe lângă inamici, să se ascundă în mulțimi sau să se folosească de mediu pentru a evita detectarea.
- Mini-jocuri: Pe parcursul jocului, jucătorii vor întâlni diverse mini-jocuri care adaugă varietate gameplay-ului. Acestea includ interogarea inamicilor, furtul de obiecte și dezamorsarea capcanelor.

## Dezvoltare și lansare
Assassin's Creed: Altaïr's Chronicles a fost dezvoltat de Gameloft, o companie cunoscută pentru crearea de jocuri mobile și portabile. Jocul a fost conceput pentru a oferi o experiență complementară fanilor seriei Assassin's Creed, explorând originile lui Altaïr și contextul istoric al epocii cruciadelor.
Lansat inițial pe Nintendo DS, jocul a fost ulterior portat pe alte platforme, inclusiv iOS, Android și Windows Phone, pentru a atinge un public mai larg. Porturile au adus îmbunătățiri grafice și optimizări specifice platformelor respective.

## Receptare critică
Assassin's Creed: Altaïr's Chronicles a primit recenzii mixte din partea criticilor și jucătorilor.

### Recenzii pozitive
- Atmosfera și designul: Mulți critici au lăudat atmosfera jocului și recrearea detaliată a orașelor medievale. Grafica și sunetul au fost considerate puncte forte, contribuind la imersiunea jucătorilor în lumea jocului.
- Povestea: Deși simplă, povestea a fost apreciată pentru modul în care se leagă de evenimentele din jocul original Assassin's Creed și pentru aprofundarea caracterului lui Altaïr.

### Recenzii negative
- Gameplay repetitiv: Unii critici au remarcat că gameplay-ul poate deveni repetitiv, cu misiuni similare și mecanici de luptă limitate.
- Controlul și camera: Controlul personajului și perspectiva camerei au fost adesea criticate pentru lipsa de precizie, în special în secvențele de platforming.

## Impact și moștenire
Deși nu la fel de apreciat ca titlurile principale din seria Assassin's Creed, Altaïr's Chronicles a avut un impact pozitiv asupra fanilor și a contribuit la extinderea universului narativ al seriei. Jocul a oferit o perspectivă suplimentară asupra vieții lui Altaïr și a ordinului Asasinilor, consolidând mitologia seriei.
Assassin's Creed: Altaïr's Chronicles rămâne o parte importantă a universului Assassin's Creed, oferind jucătorilor o ocazie de a explora începuturile lui Altaïr și de a se bucura de o aventură în perioada cruciadelor. Deși a primit recenzii mixte, jocul a reușit să capteze atenția fanilor și să contribuie la expansiunea francizei Assassin's Creed.